# Diatomisch molecuul

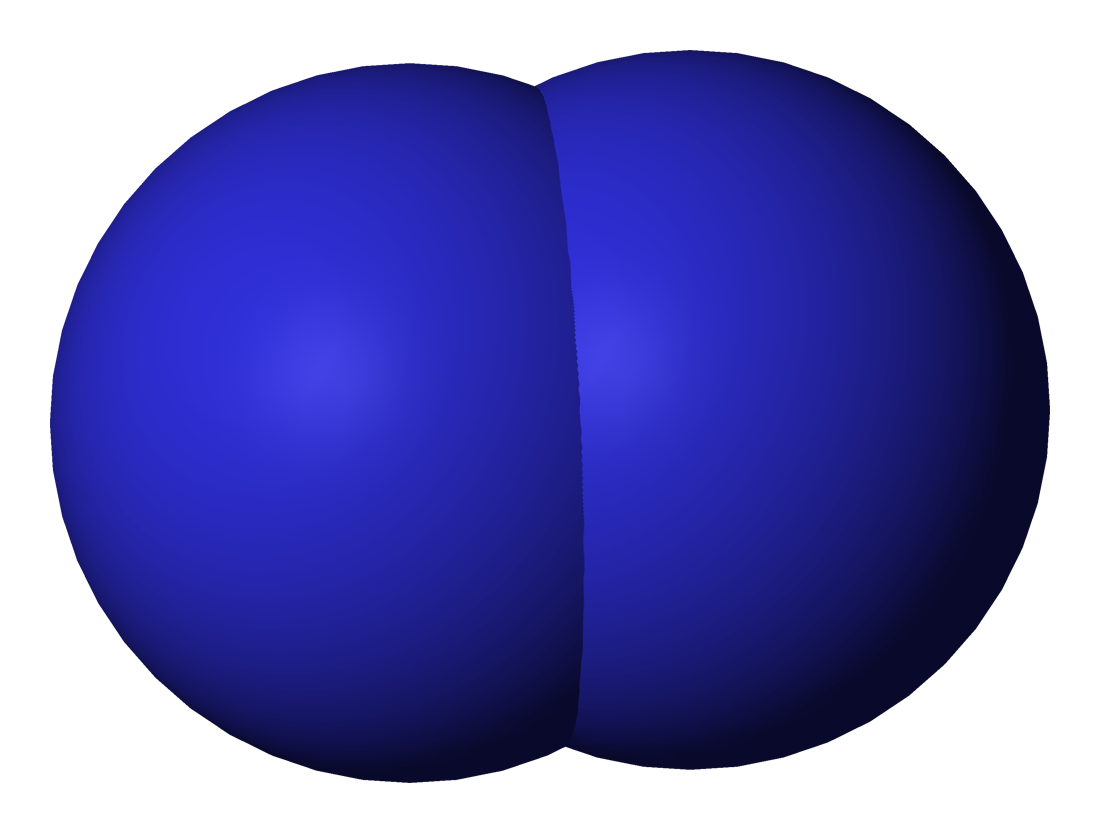
Een ruimtevullend molecuulmodel van distikstof, N_{2}.

Diatomische moleculen of diatomaire moleculen zijn moleculen die uit slechts twee atomen bestaan. De atomen kunnen van het zelfde element zijn of van elkaar verschillen. Het voorvoegsel 'di-' komt van het Grieks en betekent twee. Veel voorkomende diatomische moleculen zijn waterstof, stikstof, zuurstof en koolstofmonoxide. De meeste elementen, op edelgassen na, vormen diatomische moleculen wanneer ze worden verhit, maar meestal zijn hier zeer hoge temperaturen voor nodig.

## Voorkomen
Honderden diatomaire moleculen zijn ontdekt en gemaakt in o.a. laboratoria. Ongeveer 99% van de atmosfeer van de aarde bestaat uit diatomische moleculen, vooral zuurstof en stikstof. Elementen die bestaan uit diatomische moleculen, onder typische laboratoriumomstandigheden van standaarddruk (= 1 bar) en 25 °C, omvatten waterstof, stikstof, zuurstof en de halogenen. Ezelsbruggetjes om de diatomische stoffen te onthouden is 'Claire Fietst Naar Haar Oma In Brugge' (chloor (Cl), fluor (F), stikstof (N), waterstof (H), zuurstof (O), jodium (I) en broom (Br)) of BrINClHOF.

## Moleculaire geometrie

Een voorbeeld van een lineaire moleculaire geometrie, in dit geval koolstofmonoxide.

Diatomaire moleculen hebben steeds een lineare geometrie. Een andere geometrie is immers niet mogelijk.